# Helene Ehriander
Helene Ehriander, född 1962, är en svensk filosofie doktor i litteraturvetenskap. Hon disputerade 2003 vid Lunds universitet på en avhandling om Kai Söderhjelms historiska barn- och ungdomsböcker. Helene Ehriander är lektor vid Institutionen för film och litteratur vid Linnéuniversitetet. Hon forskar främst kring barn- och ungdomslitteratur.
År 2002 vann Helene Kulla-Gulla-priset. Hon är ledamot i Astrid Lindgren-sällskapet och sekreterare i Martha Sandwall-Bergströmsällskapet.
Hon var en pionjär med att introducera läshundar och "bokhundar" i Sverige. Ett antal seminarier i ämnet lättläst och dyslexi har anordnats av Helene Ehriander i samarbete med Linnéuniversitetet och Dyslexiförbundet Skåne